# Johannes Schreck
Johannes Schreck, auch Terrenz oder Terrentius Constantiensis, chinesisch Deng Yuhan Hanpo (chinesisch 鄧玉函, Pinyin Dèng Yùhán), Deng Zhen Lohan, (* 1576 in Bingen, Diözese Konstanz; † 13. Mai 1630 in Peking) war ein deutscher Jesuit, Arzt, Chinamissionar, Naturwissenschaftler und Universalgelehrter.

## Leben

### Geburtsort
Lange Zeit galt Schreck als Schweizer, da sein Geburtsort unbekannt war. Erst 2003 wurde in der Matrikel der Universität Freiburg zum Jahr 1590 der Eintrag entdeckt: Johannes Schreck Bingensis dioces. Constant. 19. Dec. Schreck stammt also aus Bingen, einem kleinen Dorf in der damaligen Grafschaft Hohenzollern-Sigmaringen, etwa fünf Kilometer nördlich der Residenzstadt Sigmaringen. Familiennamen wie Schreck, Schrök oder Schröck finden sich in Bingen bis heute. Von Schrecks Familie selbst ist wenig bekannt. Sein Vater dürfte wohlhabend genug gewesen sein, um ihm das Studium zu ermöglichen. Eine Schwester Schrecks wurde 1609 Nonne im Dominikanerinnenkloster Stetten bei Hechingen.

### Studium
1590 begann Schreck sein Studium an der Artistenfakultät der Universität Freiburg. 1594 erreichte er das erste Ziel seines Studiums, das Baccalaureat. Das Fach seines Magisterstudiums, das er 1596 erfolgreich beenden konnte, ist unbekannt; seine späteren Interessen, Studien und Tätigkeiten verweisen auf Medizin. Die nächste greifbare Station auf seinem Lebensweg war Paris. Um 1600 studierte und lehrte Schreck an der Sorbonne und war Assistent oder Mitarbeiter des berühmten Mathematikers François Viète (1540–1603). Nach Viètes Tod 1603 begann Schreck sein Studium der Medizin an der Universität in Padua und hörte wohl auch Vorlesungen im Fach Mathematik bei Galileo Galilei (1564–1642).

### Wanderschaft

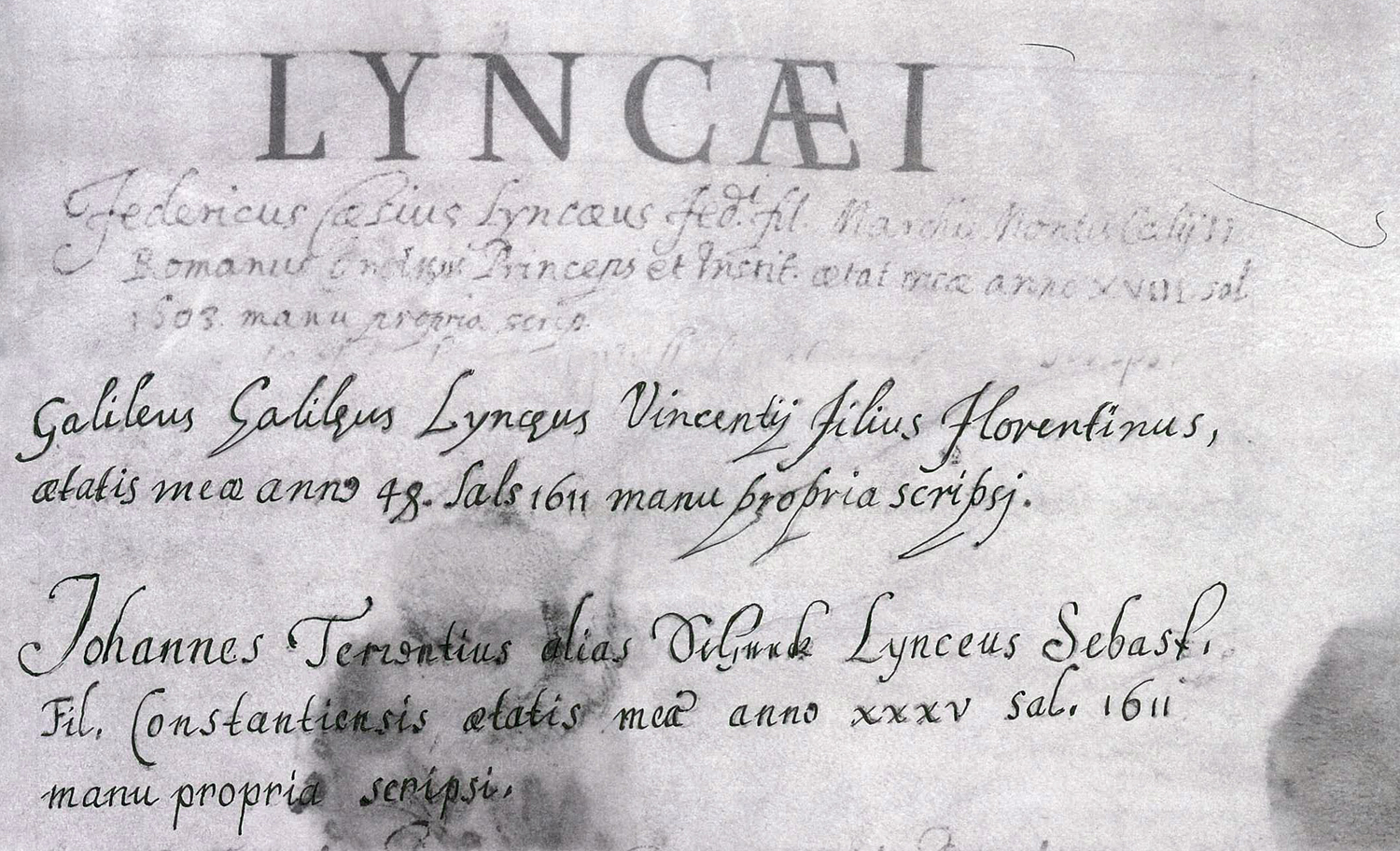
Eintragung von Galilei und Schreck (bearbeitet)

Nach ein oder zwei Jahren verließ Schreck Italien. 1606 war er in Prag, wo er möglicherweise mit Johannes Kepler (1571–1630), dem kaiserlichen Hofmathematiker, Kontakt aufnahm. In Prag befreundete er sich mit der Alchemistin Barbara Pichlerin und arbeitete mit ihr in bestem Einvernehmen zusammen. Eine Seuche zwang ihn, schon 1606 Prag zu verlassen. Sein nächstes Ziel war Basel, dann lehrte er kurze Zeit in Rostock. 1607 oder 1608 reiste er nach Augsburg und München, wo er den wittelsbacher Altherzog Wilhelm V. (1548–1626), (Herzog von 1579–1597) traf, der die Chinamission später noch großzügig unterstützte. 1610 war Schreck in Rom. Johannes Faber (1574–1629), der päpstliche Arzt und Apotheker aus Bamberg, hatte ihn als Mitarbeiter aufgenommen. Schreck blieb Faber ein Leben lang verbunden. Die meisten erhaltenen Briefe Schrecks sind an Faber gerichtet. Neben Faber bestimmte Fürst Federico Cesi (1585–1630) Schrecks Wirken in Rom. Cesi war der Gründer der ersten wissenschaftlichen Akademie Europas, der Accademia dei Lincei (der „scharfsichtigen Luchse“). 1611 wurde Schreck gleich nach Galilei dort Mitglied. Seine Aufgabe war die Bearbeitung des „Thesaurus Mexikanus“, einer Enzyklopädie mexikanischer Pflanzen des spanischen Arztes und Botanikers Francisco Hernandez de Toledo (um 1514–1587).

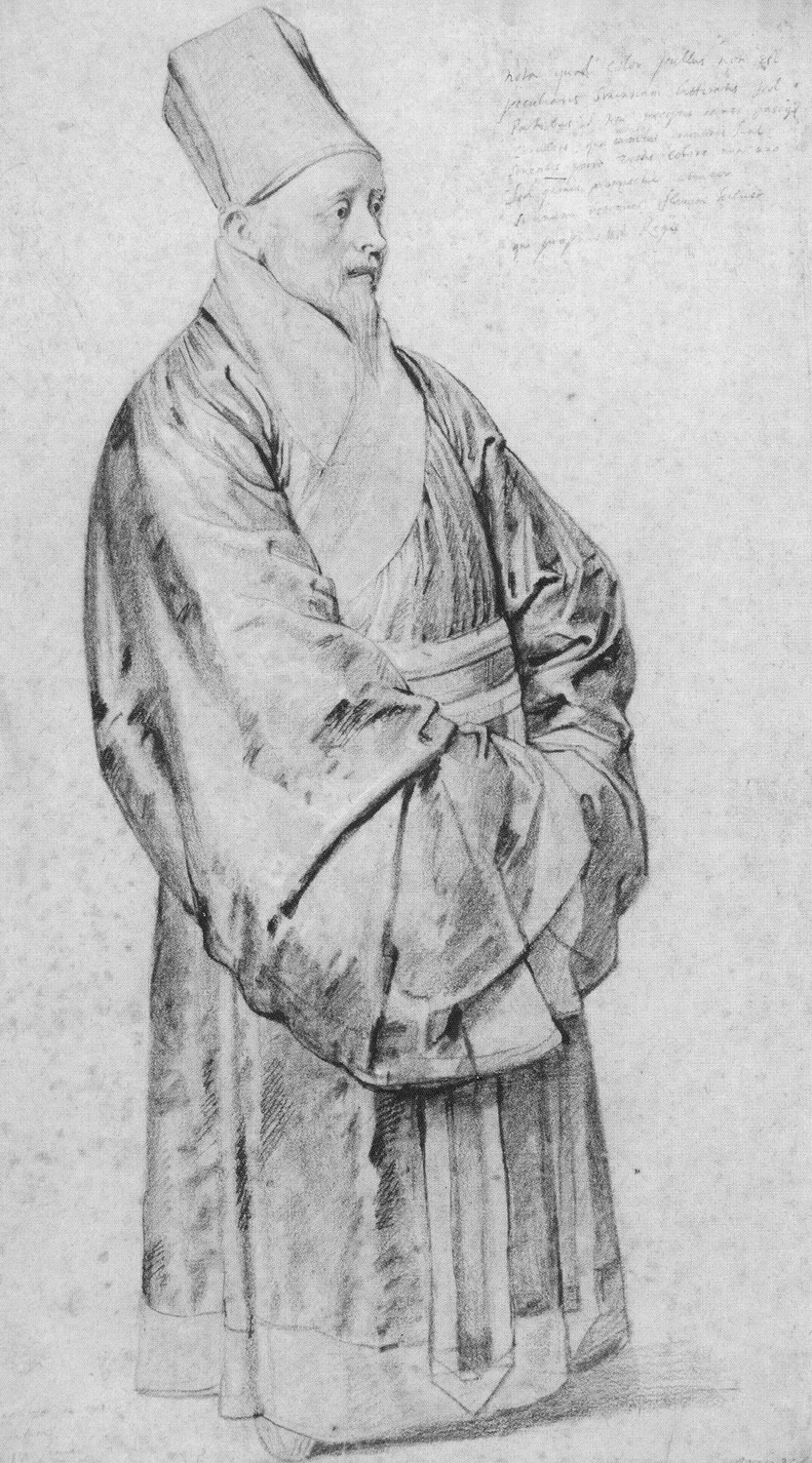
Nicolas Trigault

### Im Jesuitenorden
Am 1. November 1611 trat Schreck in Rom in den Jesuitenorden ein und legte an Allerheiligen 1613 die einfachen Gelübde ab. Wegen seiner umfassenden akademischen Vorbildung wurden ihm das Philosophie- sowie ein Teil des Theologiestudiums am Collegio Romano erlassen. Seine Priesterweihe war nach Beendigung des Studiums im Jahr 1616.

### Vorbereitung der Missionsreise
1614 kam der belgische Chinamissionar Nicolas Trigault (1577–1628) nach Europa zurück, um für die Chinamission zu werben und verschiedene Zugeständnisse für sie zu erreichen. Bei seinen mehrmaligen Aufenthalten in Rom lernte ihn Schreck kennen und schloss sich ihm an. Auf ihrer Werbereise durch die Fürstenhöfe und Jesuitenkollegien Europas war Schreck Trigaults „akademischer Berater“, wobei er auf ein Netzwerk von Beziehungen zurückgreifen konnte. Sie sammelten Geld, Geschenke und Bücher, insbesondere gezielt astronomische Schriften, um bei der geplanten Kalenderreform in China eine führende Rolle spielen zu können. Vor allem warben sie Jesuiten mit astronomischen Kenntnissen für China an. Am 16. April 1618 machten sich Trigault und Schreck mit einer Gruppe von 22 Jesuitenmissionaren von Lissabon aus auf die Reise nach Indien. Am 4. Oktober erreichten sie das portugiesische Goa in Indien. Hier begann Schreck sofort die Arbeit am „Plinius Indicus“, einer Enzyklopädie mit über 500 asiatischen, bis dahin in Europa unbekannten Pflanzen, seinem Lebenswerk, das verschollen ist.

### Wirken als Wissenschaftler in China
Am 22. Juli 1619 erreichte Schreck die portugiesische Enklave Macau an der Südküste Chinas, dem Eingangstor der Missionare nach Ostasien, wo er auf die Erlaubnis zur Einreise nach China wartete. 1620 starben hier zwei Mitbrüder. An ihnen führte Schreck Obduktionen durch. Dabei entdeckte er die Lungen zerstörende Wirkung des Tabaks. In einem Brief vom 12. August 1621 aus Hangzhou an Faber in Rom beschreibt er erstmals ein Lungenemphysem, verursacht durch Rauchen. Am 5. Mai 1621 konnte Schreck in China einreisen. Noch im gleichen Jahr erreicht er Hangzhou. Hier schrieb er, unterstützt von einem chinesischen Kollegen ein Buch über die europäische Anatomie taixi renshen shuogai, „Abhandlung über den menschlichen Körper aus dem erhabenen Westen“. 1634 wurde das Buch von einem chinesischen Heilkundigen überarbeitet und herausgegeben. Erstmals berichtet Schreck in seinen Briefen aus dem Gastland über die Akupunktur und die Wärmebehandlung.
Seine Fahrt über den Kaiserkanal führte ihn auch an der Stadt Suzhou entlang, die er als „Venedig des Ostens“ beschrieb. Konstanz am Bodensee hat seit mehreren Jahren eine Städtepartnerschaft mit Suzhou.

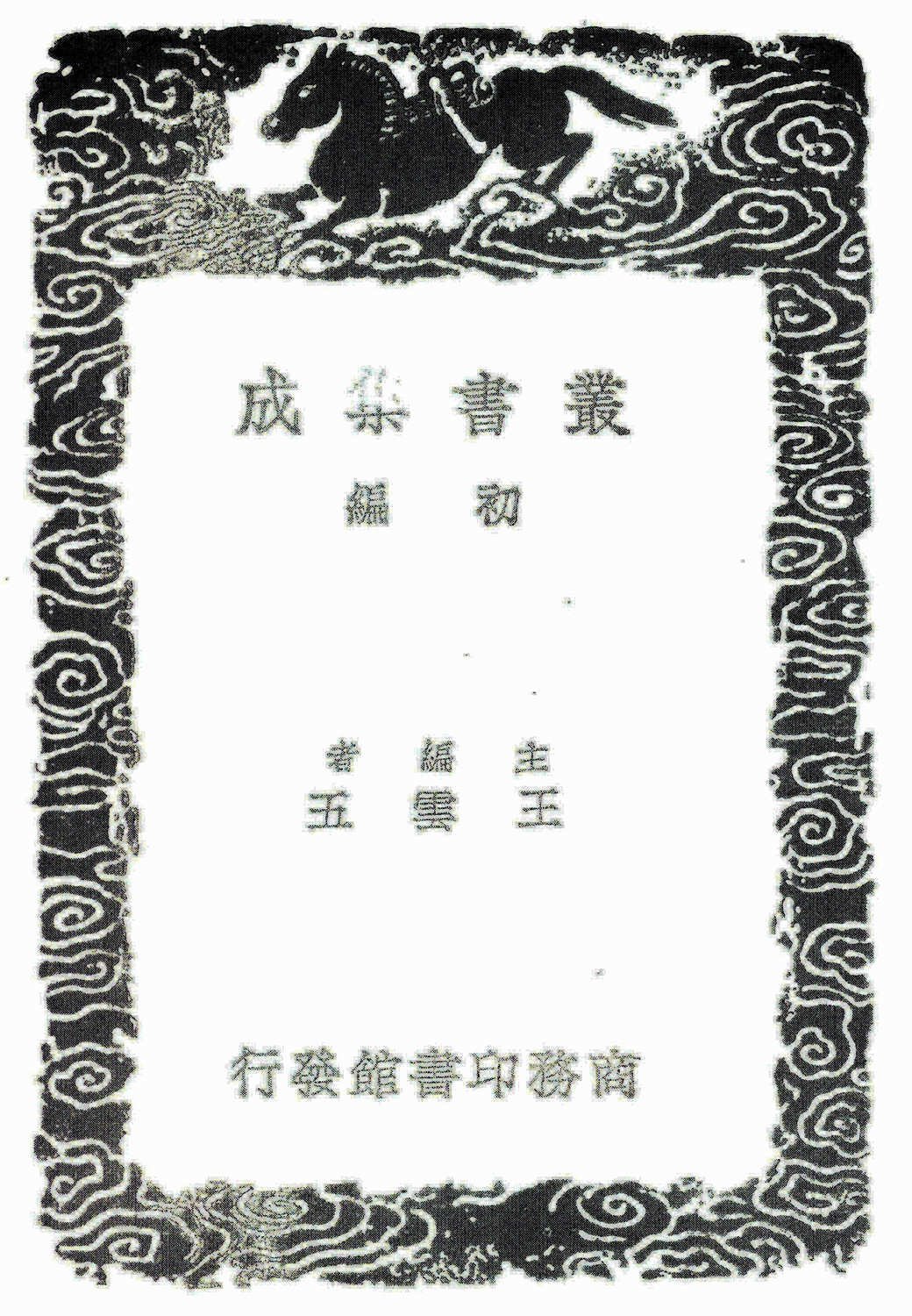
Die Wunderbaren Maschinen des fernen Westens

Die Missionare hatten u. a. Bücher über den europäischen Maschinenbau nach China mitgebracht. Sie erregten das Interesse des chinesischen Gelehrten Wang Zheng (1571–1644). 1626/27 verfassten Wang und Schreck das erste chinesische Lehrbuch des europäischen Maschinenbaus yuanxi qiqi tushuo, „Die wunderbaren Maschinen des fernen Westens in Wort und Bild“. 55 Abbildungen und Kurzbeschreibungen von Maschinen sind das Highlight dieses Buches. Es ist das Ergebnis der ersten erfolgreichen Kooperation eines deutschen Gelehrten mit einem chinesischen Partner.
Als eine der Hauptaufgaben im Dienst der Mission betrachteten die Missionare die Reform des chinesischen Kalenders, vor allem die Berechnung von Finsternissen und außergewöhnlichen Himmelserscheinungen, deren richtige Interpretation wichtig für die Regierung des Kaisers war. Mit ihren astronomischen Kenntnissen wollten die Jesuiten auf Rat ihrer chinesischen Freunde hin eine langfristige Aufenthaltsgenehmigung erhalten. Zur Vorbereitung bat Schreck Galilei um astronomischen Rat, doch dieser, 1616 von der Inquisition verwarnt, verweigerte seine Mithilfe. So wandte sich Schreck 1623 an Johannes Kepler (1571–1630), der sogleich nach der Ankunft des Briefes 1627 antwortete und ihm seine Rudolfinischen Tafeln schickte, die jedoch erst nach Schrecks Tod in China ankamen. Schreck führte zusammen mit seinen Mitbrüdern Johann Adam Schall von Bell (1592–1666) und Giacomo Rho (1593–1638) die europäische Trigonometrie und europäische astronomische Instrumente in China ein, wie etwa das galileische Fernrohr. Da ce, „Das große Messen“ (1629) ist Schrecks Lehrbuch der Trigonometrie. 1629 berechnete Schreck, unterstützt von Rho und Nicolo Longobardo (1565–1654), die Sonnenfinsternis vom 21. Juni 1629 genauer als chinesische und muslimische Astronomen. Daraufhin wurde der Gelehrte Paul Xu Guangqi (1562–1633) Präsident des Ritenministeriums (Lubu) und Freund der Jesuiten, vom Kaiser Chongzhen (1627–1644) noch 1629 mit der Reform des Kalenders beauftragt. Zu seinem Team wählte er chinesische und jesuitische Mitarbeiter, darunter Schreck als europäischer Leiter der Reform. Nach Schrecks frühem Tod 1630 wurde Johann Adam Schall von Bell sein Nachfolger, der die Reform im Jahr 1635 zu Ende führte. Ein Ergebnis war das große Kalenderkompendium Chongzhen lishu 崇禎曆書, zu dem Schreck maßgeblich beitrug. Der neue Kalender trat jedoch erst unter der neuen Qing-Dynastie 1645 in Kraft.

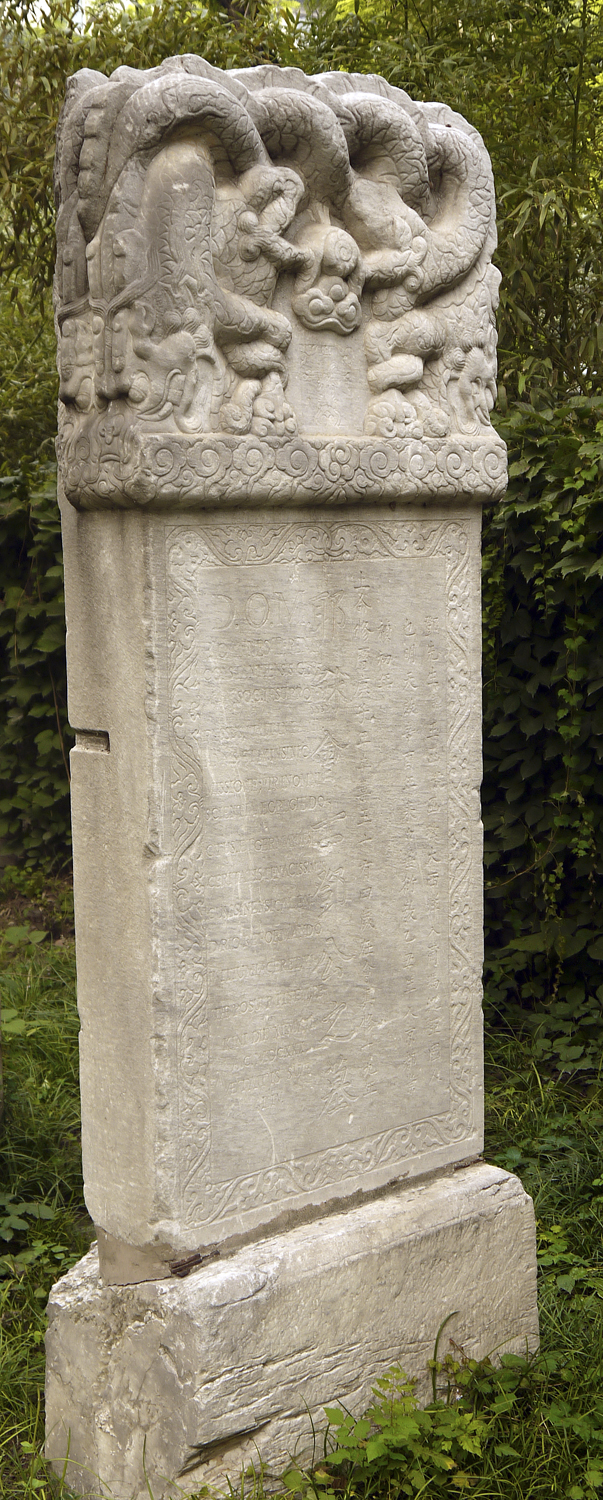
Schrecks Grabstein in Peking

### Schrecks Tod
Am 13. Mai 1630 starb Schreck, möglicherweise an den Folgen eines medizinischen Selbstversuchs. Die Inschrift auf seinem Grabstein würdigt ihn als … vir in omni scientia egregie doctus …, als hervorragenden Gelehrten auf allen Gebieten der Wissenschaft.

## Rezeption und Würdigung
Bereits vor seinem Eintritt in den Jesuitenorden galt Schreck als … einer der berühmtesten Gelehrten, Ärzte und Mathematiker in ganz Deutschland. Nach seinem Tod fiel Schreck allerdings bald in Vergessenheit, und Isaia Iannaccone stellt die Frage, ob dieses Vergessen oder Verschweigen seines Wirkens die Folge einer Ausgrenzung aus seinem Orden war. Das Hauptthema von Schrecks Büchern und Briefen – so argumentiert Iannaccone – waren die Naturwissenschaften. Keine seiner Schriften handelt von Theologie, und von einer direkten Missionstätigkeit Schrecks ist nichts bekannt. Iannaccones Hypothese ist jedoch fragwürdig. Während des 17. Jahrhunderts erschienen sechs Würdigungen seiner jesuitischen Mitbrüder, die Schreck als eine von allen geschätzte Persönlichkeit und als außergewöhnlichen Gelehrten beschreiben.
Heute erfährt Schreck die Hochachtung, die dieser „Arche der Wissenschaft“ gebührt. Dies verdanken wir den Untersuchungen von Giovanni Gabrieli, Hartmut Walravens, Isaia Iannaccone, Zhang Baichun, Tian Miao und anderen, nicht zuletzt den beiden Romanen von Isaia Iannaccone und Rainer-K. Langner. Die Entstehung des Buches Die wunderbaren Maschinen des fernen Westens in Wort und Bild gilt als Sternstunde im kulturellen Austausch zwischen Europa und China. Wäre das Lebenswerk, der „Plinius Indicus“, erhalten, so zählte Schreck heute zu den bedeutendsten Botanikern der Geschichte.

## Zitate
Aus dem Brief vom 18. Jan. 1616 an Joh. Faber von Rheinfelden nach Rom: … Mir könnte sicher nichts geschehen, was mehr gegen meinen Willen geht, als diese großartige Mission in einer gewissermaßen anderen Welt aufzugeben und mich ohne jeden Sinn und Nutzen für mich und andere in irgendeinen Winkel zu verkriechen … 

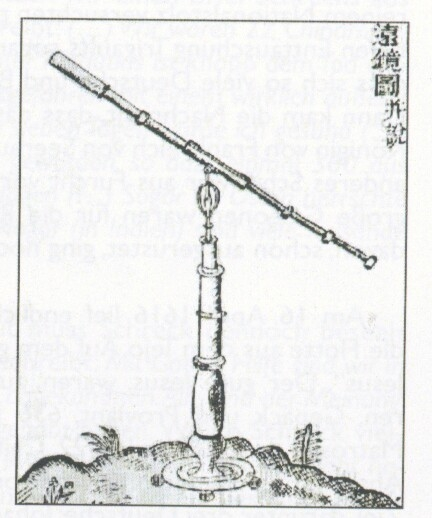
Galileisches Fernrohr

Aus dem Brief vom 26. Aug. 1621 an Joh. Faber von Hangzhou nach Rom: … gestorben ist … ein japanischer Pater. Ihm stank auf Grund häufigen Tabakgenusses der Atem. Als seine Brust geöffnet war, fand ich trockene Lungen vom Aussehen eines Schwammes mit einer Vielzahl von blauen Flecken übersät.
Aus dem Brief vom 22. April 1622 an Joh. Faber von Jiading nach Rom: … Schon zwei Jahre beschäftige ich mich mit dieser Sprache, aber weder spreche ich schon, noch verstehe ich Bücher, so groß ist ihre Schwierigkeit. Der Grund dafür ist, dass wir gleichzeitig die gesprochene Sprache und Bücher lesen lernen … Ich habe in zwei Jahren noch nicht 3000 Zeichen vollständig gelernt. /Sie flieg [im Kopf] aus und ein wie tauben im tauben schlag …
Aus dem Buch: Beschreibung der Himmelsvermessung (1628): … aber in diesen letzten Jahren hat ein berühmter Mathematiker aus dem Westen [Galilei] ein Teleskop konstruiert, mit dem man in die Ferne sehen und auch die Venus beobachten kann. Der Stern erscheint manchmal dunkel, manchmal völlig erhellt, manchmal im oberen Teil, manchmal im unteren. Das ist der Beweis dafür, dass sich die Venus um die Sonne bewegt. Das Gleiche gilt für den kleinen Merkur, auch er bewegt sich wie die Venus, und das erschließt man nach dem gleichen Prinzip …
Aus dem zweiten portugiesischen Nachruf in den litterae annuae des Jahres 1630 aus China: … Er war nicht nur in Theologie, Philosophie, Medizin und Mathematik bewandert, sondern auch mit bewundernswertem Gedächtnis in der gesamten Kirchengeschichte sowie in der Geschichte der Heiligen. In der Philosophie gab es nichts, was er nicht eingehend erforscht hatte, wie zum Beispiel die Physik oder die Ethik, Metalle, Kräuter, Heilpflanzen, Blumen und ähnliche Dinge. In den Sprachen war er nicht weniger gebildet. Er beherrschte Hebräisch, Chaldäisch, Latein, Griechisch, Französisch, Portugiesisch und andere Sprachen zusätzlich zu seiner Muttersprache Deutsch. Kurz zusammengefasst: In wenigen Lebensjahren bestätigte er zu unserer Bewunderung und zu unserem Erstaunen, was der Dichter gesagt hat: Mit Arbeit erreicht man alles.
Aus der lateinischen Inschrift auf seinem Grabstein (1630): Der deutsche Pater Johannes Terrentius aus der Diözese Konstanz … ein hervorragender Gelehrter auf allen Gebieten der Wissenschaft und von einer echten, unbeugsamen Aufrichtigkeit beschloss, während er die chinesische Kalenderreform in die Wege leitete, sein Leben in Beijing am 11. Mai im Jahre Christi im Jahre 1630 im 54. Lebensjahr. [Schrecks wirklicher Todestag ist der 13. Mai.]

## Schrecks Werke
- Kommentar zum Rerum Medicarum Novae Hispaniae Thesaurus … des Francisco Hernandes, verfasst 1610/1611 in Rom, hrsg. Rom 1651, Nachdruck Rom 1992.
- Compendium Eorum que a Philippo Paracelso suis inscriptis dispersi sunt …, verfasst ca. 1611–1616 in Rom, Manuskript H 461 in der bibliothèque universaire de médecine der Universität Montpellier.
- Plinius Indicus, eine Enzyklopädie asiatischer Pflanzen, verfasst seit 1618. Dieses Hauptwerk Schrecks befand sich bis in das 19. Jhd. „in zwei gewaltigen Bänden“ in der Jesuitenbibliothek in Rom und ist seither verschollen.
- Praecipui scientiarum Libri, quibus Chinenses et Japonenses student …, ausführlicher Bericht über die klassischen chinesischen Bücher, verfasst 1626? Eine Abschrift des lat. Originals befindet sich in der bibliothèque universitaire de médecine der Universität Montpellier.
- Yuanxi qiqi tushuo 遠西奇器圖說 (Die wunderbaren Maschinen des fernen Westens in Wort und Bild) von Schreck und Wang Zheng, verfasst 1626/27, erste erhaltene 2. Ausgabe 1628, mehrere folgende Ausgaben, letzte 1995, s. von Collani, S. 160.
- Cetian yueshuo 測天約說 (Beschreibung der Himmelsvermessungen), von Schreck 1628 verfasst, von Schall 1631 hrsg.
- Da ce 大測 (Das große Messen), von Schreck 1628 verfasst und von Schall 1631 hrsg.
- Geyuan baxian biao 割圓八線表 (Tabellen der acht Spalten, trigonometrische Tabellen), 1631 hrsg.
- Huangchi daojudu biao 黃赤道距度表 (Tabellen der Abstände zwischen Himmelsäquator und Ekliptik), 1635 hrsg.
- Zhengqiu shengdu biao 正球升度表 (Tabellen des Volumens idealer Kugeln), 1635 hrsg.
- Taixi renshen shuo gai 泰西人身說概 (Westliche Theorien über den menschlichen Körper), verfasst etwa 1623, überarbeitet und hrsg. 1643 von Bi Gongzhe

### Wissenschaftliche Literatur
- COLLANI, von, Claudia / ZETTL, Erich (Hrsg.): Johannes Schreck-Terrentius SJ. Wissenschaftler und Chinamissionar (1576–1630), Stuttgart 2016 (umfangreichste Sammelwerk über Leben und Wirken Johannes Schrecks, hier auch weitere Literaturangaben)
- GABRIELLI, Giuseppe: Giovanni Schreck, Linceo, gesuita e missionario in Cina e le sue lettere dall‘Asia. Rendiconti della classe di science morali, storiche e filologiche, ser. 6, vol 12,Rom 1936, S. 462–514.
- GABRIELLI, Giuseppe: Il carteggio linceo (Accademia Nazionale die Lincei, Atti della reale Accademia die Lincei XVI), Rom 1938, Nachdruck 1996.
- GOLVERS, Noël, Johann Schreck Terrentius, SJ. His European network and the origins of the Jesuit library in Peking,  Turnhout : Brepols, 2020. (De diversis artibus ; 107. NS ; 70). ISBN 978-2-503-58143-9.
- WALRAVENS, Hartmut: China Illustrata. Das europäische Chinaverständnis im Spiegel des 16. bis 18. Jahrhunderts. Katalog der Ausstellung im Zeughaus der Herzog-August-Bibliothek Wolfenbüttel vom 21. März bis 23. August 1987; daraus Reisebriefe von P. Johannes Schreck SJ, S. 22f und Astronomie, Kalenderwesen S. 245.
- IANNACCONE, Isaia: Johann Schreck Terrentius, le science rinascimentali e lo spirito dell‘ Accademia dei Lincei nella Cina dei Ming, Istituto Universitario Orientale, Dipartimento di Studi Asiatici, Series Minor LIV, Neapel 1998.
- ZHANG Baichun und TIAN Miao: Wang Zheng and the Transmission of Western Mechanical Knowledge, in: Max-Planck-Institut für Wissenschaftsgeschichte, preprint 213, Berlin 2006, S. 75f.
- ZETTL, Erich: Johannes Schreck-Terrentius SJ, 1576–1630, Sein Leben und Werk, 122 S., Konstanz 2016.
- Hartmut Walravens: Schreck, Johannes. In: Neue Deutsche Biographie (NDB). Band 23, Duncker & Humblot, Berlin 2007, ISBN 978-3-428-11204-3, S. 527 (Digitalisat).

### Belletristik und Film
- IANNACCONE, Isaia: L‘amico di Galileo, Verlag Sonzogno, Mailand 2006; in französischer Übersetzung: L‘Ami de Galilée, Verlag Stock, Paris 2006.
- LANGNER, Rainer-K.: Kopernikus in der Verbotenen Stadt. Wie der Jesuit Johannes Schreck das Wissen der Ketzer nach China brachte. Frankfurt a. M. 2007.
- LÖBE, Reiner und BRÜKNER, Tillo: Dokumentarfilm, Johannes Schreck-Terrentius SJ 1576–1630. Gelehrter und China-Missionar. Einmal Bingen-Peking – kein Zurück, 60 Minuten, Bingen 2018.